# Sandön, Dragsfjärd
Sandön är en ö i Skärgårdshavet och ligger strax öster om Helsingholmen och norr om Högsåra.
| Norra stranden. |  | Östra udden. |
| Norra stranden. |  | Östra udden. |